# Misérieux

Misérieux este o comună în departamentul Ain din estul Franței.